# 府中村 (京都府)
府中村（ふちゅうむら）は、京都府与謝郡にあった村。現在の宮津市の北部地域の南端にあたる。

## 地理
- 海洋：宮津湾

## 歴史
- 1889年（明治22年）4月1日 - 町村制の施行により、国分村・小松村・中野村・大垣村・江尻村・難波野村・成相寺村・溝尻村の区域をもって発足。
- 1954年（昭和29年）6月1日 - 宮津町・栗田村・吉津村・日置村・世屋村・養老村・日ケ谷村と合併して宮津市が発足。同日府中村廃止。

## 名所・旧跡・観光スポット・祭事・催事
- 天橋立
- 丹後国分寺跡